# Kurort-Darassun
Kurort-Darassun (russisch Куро́рт-Дарасу́н, burjatisch Дараhанай аршаан) ist ein Kurort und Siedlung städtischen Typs in der Region Transbaikalien in Russland mit 3120 Einwohnern (Stand 14. Oktober 2010).

## Geographie
Der Ort liegt knapp 100 km Luftlinie südlich der Regionshauptstadt Tschita zwischen dem Mogoitui-Gebirge (Mogoituiski chrebet) im Osten und dem Daurischen Gebirge (Daurski chrebet) im Westen; beide sind in diesem Bereich knapp 1200 m hoch. Er befindet sich am rechten Ufer des Ingoda-Nebenflusses Tura, bei der Einmündung des Flüsschens Darassun (auch Darassunka).
Kurort-Darassun gehört zum Rajon Karymski und befindet sich gut 60 km südwestlich von dessen Verwaltungszentrum Karymskoje. Die Siedlung ist Sitz der Stadtgemeinde Kurort-Darassunskoje gorodskoje posselenije, zu der außerdem das Dorf Kalanga (10 km südlich) gehört.

## Geschichte
Um eine seit Ende des 17. Jahrhunderts bekannte Mineralquelle entstand ab 1819 eine erste kleine Ansiedlung. Verstärkt wurde die Quelle ab 1852 genutzt, ab 1858 als offizieller Kurort. In der sowjetischen Periode entstanden ab den 1930er-Jahren mehrere größere Sanatorien, unter anderem des Verteidigungsministeriums und der Gewerkschaften. Seit 1957 besitzt Kurort-Darassun den Status einer Siedlung städtischen Typs.

### Bevölkerungsentwicklung
| Jahr | Einwohner |
| ---- | --------- |
| 1959 | 4435      |
| 1970 | 5676      |
| 1979 | 5563      |
| 1989 | 5158      |
| 2002 | 3423      |
| 2010 | 3120      |

Anmerkung: Volkszählungsdaten

## Verkehr
Kurort-Darassun liegt an der Regionalstraße 76K-005 (ehemals A167), die unweit der 65 km entfernten Siedlung Darassun (zugleich nächstgelegene Bahnstation, an der Transsibirischen Eisenbahn) von der Fernstraße A350 abzweigt, die Tschita mit der Grenze zur Volksrepublik China bei Sabaikalsk verbindet. Die 76K-005 verläuft ab Kurort-Darassun weiter in Richtung Duldurga – Akscha zur mongolischen Grenze.